# بارتليت إس. دورهام
بارتليت إس. دورهام (بالإنجليزية: Bartlett S. Durham)‏ هو طبيب أمريكي، ولد في 3 نوفمبر 1824 في مقاطعة أورانج في الولايات المتحدة، وتوفي في 2 فبراير 1859 بسبب ذات الرئة.